# Hockey in-line ai I World Skate Games
Le competizioni di Hockey in-line ai I World Skate Games si sono svolte dal 17 agosto al 9 settembre 2017 a Nanchino, in Cina

## Podi

### Uomini
| Evento        | Oro     | Argento | Bronzo    |
| Torneo Senior | Francia | Italia  | Rep. Ceca |
| Torneo Junior | Francia | Spagna  | Italia    |

### Donne
| Evento        | Oro           | Argento | Bronzo        |
| Torneo Senior | Stati Uniti   | Spagna  | Canada        |
| Torneo Junior | Taipei cinese | Italia  | Nuova Zelanda |